# Bathyphantes diasosnemis
Bathyphantes diasosnemis là một loài nhện trong họ Linyphiidae.
Loài này thuộc chi Bathyphantes. Bathyphantes diasosnemis được Jean-Louis Fage miêu tả năm 1929.